# Euproctis shironis
Euproctis shironis är en fjärilsart som beskrevs av Matsumura 1933. Euproctis shironis ingår i släktet Euproctis och familjen tofsspinnare. Inga underarter finns listade i Catalogue of Life.